# Nuestra Señora de la Amargura
María Santísima de la Amargura es una advocación Mariana, pertenece al grupo de vírgenes dolorosas, es una virgen que sale en procesión con distintas cofradías y hasta en algunas como la titular, como la Virgen de la Amargura, Titular del Paso Blanco de Lorca.

## Historia
La advocación Mariana de la Santísima Virgen María nació en el barroco con el nombre Virgen de la Amargura (María de la Amargura), es una virgen dolorosa puesto que sufre por la muerte de su hijo y fue creada a partir de otra advocación.

## Cofradías

### Lorca

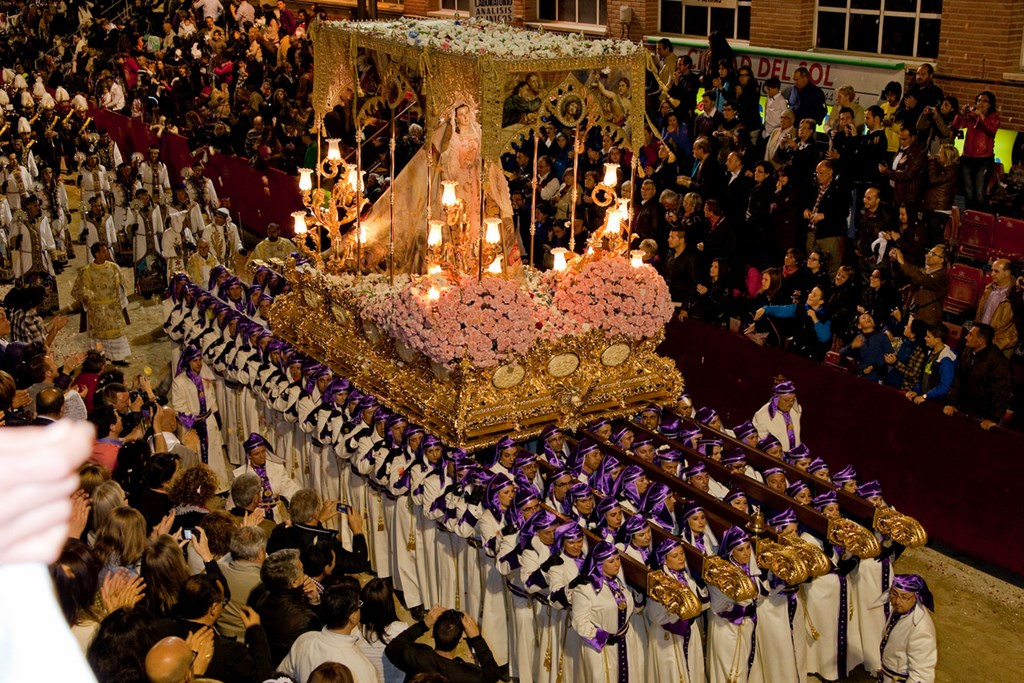
La Virgen de la Amargura de Lorca, el día en que preside la procesión, único día en que desfila (Paso Blanco).

La Virgen de la Amargura en Lorca es la Titular de Muy Ilustre Cabildo de Nuestra Señora la Virgen de la Amargura en la Real y Muy Ilustre Orden-Archicofradía de Nuestra Señora del Rosario, Paso Blanco.
La Virgen de la Amargura actual es obra de José Sánchez Lozano de 1949, la antigua imagen de la Virgen de la Amargura era de 1756 de Francisco Salzillo, destruida en la guerra civil en el año 1936, la actual representa a la virgen María mirando al cielo en el momento posterior a la muerte de Jesús con los brazos ligeramiente elevados con lágrimas de cristal, es una imagen muy querida por los Lorquinos, puesto que es la titular de una de las dos cofradías 'Grandes' que participan en la Semana Santa. Solo procesiona el Viernes Santo.
El día Grande del Paso Blanco es el Viernes Santo (Día Blanco y además coincide con el día Grande de la Semana Santa de Lorca) puesto que preside procesión la Virgen de la Amargura (Por lo tanto, la cofradía del paso Blanco).
El Viernes Santo comienza la procesión a las 20:00 y antes de las 00:00 de la noche la Virgen de la Amargura habrá entrado en Carrera, recibiendo una gran cantidad de lluvia de pétalos que caen de los balcones de la Avenida Juan Carlos I, la gente aparte le lanza desde las tribunas claveles de color blanco y le gritan unas serie de vivas: Viva el paso blanco, viva la virgen de la Amargura, viva la virgen guapa, viva la más guapa, viva la única guapa, viva nuestra madre, viva la que sale una vez y se luce, viva la que cierra la carrera, viva la reina de los claveles, viva la reina de la carrera, viva la reina del Viernes Santo, viva le reina de Lorca.
En todo el conjunto de su trono se puede ver un gran palio y gran manto, los 4 paños del palio y el manto son B.I.C. (Bien de interés cultural) siendo el conjunto con más declaraciones de toda España.
Su Manto representa el Santo Entierro y el Ángel de la Eucaristía.